# Силва Насименто Нето, Эдуардо да
Эдуа́рдо да Си́лва Насиме́нто Не́то (порт.-браз. Eduardo da Silva Nascimento Neto; 24 октября 1988, Салвадор, Бразилия), более известный как Эдуа́рдо Не́то (порт.-браз. Eduardo Neto) — бразильский футболист, защитник. Победитель Лиги Кариока в составе «Ботафого» (2010).

## Игровая карьера
В футбол начинал играть в молодёжной команде клуба «Баия». С семнадцатилетнего возраста стал привлекаться в первую команду, выступавшую в Серии C бразильского чемпионата. В сезоне 2007 года был игроком основного состава и помог команде завоевать право выступать в Серии B.
В 2008 интерес к футболисту стали проявлять «Крузейро» и «Ботафого», в последний из которых футболист перешёл на правах аренды. В «Ботафого» Эдуардо Нето начинал как защитник, но впоследствии тренер Алекси Стивал использовал его на позиции опорного полузащитника и крайнего защитника. В 2010 году при тренере Жоэле Сантана Эдуардо становился победителем Лиги Кариока.
В июне 2010 года подписал контракт на два сезона с португальской командой «Брага», но в октябре того же года, был его контракт был расторгнут из-за того, что футболист находился в нетрезвом состоянии во время тренировки.
В начале 2011 стал игроком «Витории» (Салвадор). С этой командой становился вице-чемпионом Лиги Баияно.
В декабре 2011 года заключил контракт с клубом «АБС». Выступая в турнире Taça Cidade de Natal был назван лучшим защитником лиги, и уже после 9-го тура серии В заключил контракт с украинским клубом.
В июле 2012 года Эдуардо стал игроком «Таврии». Дебют защитника в Премьер-лиге состоялся 21 июля 2012 в матче против харьковского «Металлиста». Первый и единственный гол был в чемпионате Украины футболист забил 3 мая того же года в проигранном матче «Черноморцу». Всего за сезон успел сыграть за симферопольскую команду 19 матчей в национальном чемпионате и забить один гол, после чего вернулся на родину.
С 2014 года выступает в команде «Аваи».